# 入浴する貴婦人
『入浴する貴婦人』（にゅうよくするきふじん、仏: Dame au bain, 英: A Lady in Her Bath）は、フランスのルネサンス期の宮廷画家フランソワ・クルーエが1571年頃に制作した絵画である。油彩。フランソワ・クルーエの署名があるわずか2枚の絵画のうちの1つで、入浴する貴婦人を描いている。描かれた女性のモデルは明らかではないが、フランス王室の愛妾ではないかと考えられ、有力な候補が何人か挙げられている。現在はワシントンD.C.のナショナル・ギャラリーに所蔵されている。

## 作品
寒さを防ぐための赤いサテンのカーテンが左右に開き、狭い浴槽で浴している白い肌の裸の女性が現れている。上半身を垂直に立てた女性は画面の右半分を占めている。女性は身体をかすかに左に傾け、顔を右側に向けて画面の外側を見つめている。彼女はまっすぐな鼻とピンク色の唇、黒い目を持ち、滑らかな肌をしている。彼女は茶色の髪をまとめ、半透明のバスキャップをかぶっている。頭を真珠を吊るした宝飾、耳を真珠のイヤリング、両手首を金のブレスレットで飾り、左手の小指にピンクの宝石が付いた金の指輪をはめている。彼女の左手は浴槽のへりを覆う白い布をまくり上げ、鑑賞者にへりに刻まれた画家の署名を見せている。また右手に一輪のナデシコを持っている。画面左に産着に包まれた幼児を抱いた乳母がおり、画面中央に子供がいる。浴槽の内側は白布で覆われている。15世紀から16世紀、自宅でのプライベートな入浴は、特権的で高貴な少数の人々だけの贅沢であった。同時代の絵画や版画には、本作品と似た白い布をともなう長方形の浴槽を描いた例が知られている。浴槽のへりには白い布が敷かれた板が渡され、その上に花々が散らばり、果物が盛られた器が置かれており、浴槽の向こう側から子供がブドウに手を伸ばしている。
乳母は赤い袖の服と白い帽子を身に着けているが、乳児に授乳するため片方の胸を露出させている。彼女の鼻は高く、鑑賞者の側を見て微笑んでいる。乳母の赤みを帯びた肌の色と生き生きした表情は、入浴している女性の象牙色の肌と涼しげで理想化された美しさとは対照的である。画面奥の部屋では華やかなマントルピースのある暖炉と窓があり、召使の女が働いている。彼女は暖炉の火で入浴用の水を温めている。マントルピースの上部には大きな風景画が飾られている。暖炉と窓の間には椅子が置かれている。椅子の背もたれには大きな木の前で休むユニコーンの姿が刺繍されている。さらにその上に暗い鏡が掛けられている。
研究者たちは入浴する女性の貴族的特徴から、彼女がフランス王室の愛妾の1人であることを示唆している。モデルの候補については有力な説がいくつかあるが、女性の顔は非常に理想化されており、モデルの特定を困難にしている。とはいえ、ヴィーナス型の裸婦は、特定の個人の肖像画ではなく、理想美の表現である可能性も否定できない。
滑らかに描写された裸婦像と、果物、ドレーパリー、宝飾品の複雑な表面のディテールとの対比は、16世紀フランスの宮廷芸術の特徴であるフランドルとイタリアのモチーフの融合を表している。

### 諸影響

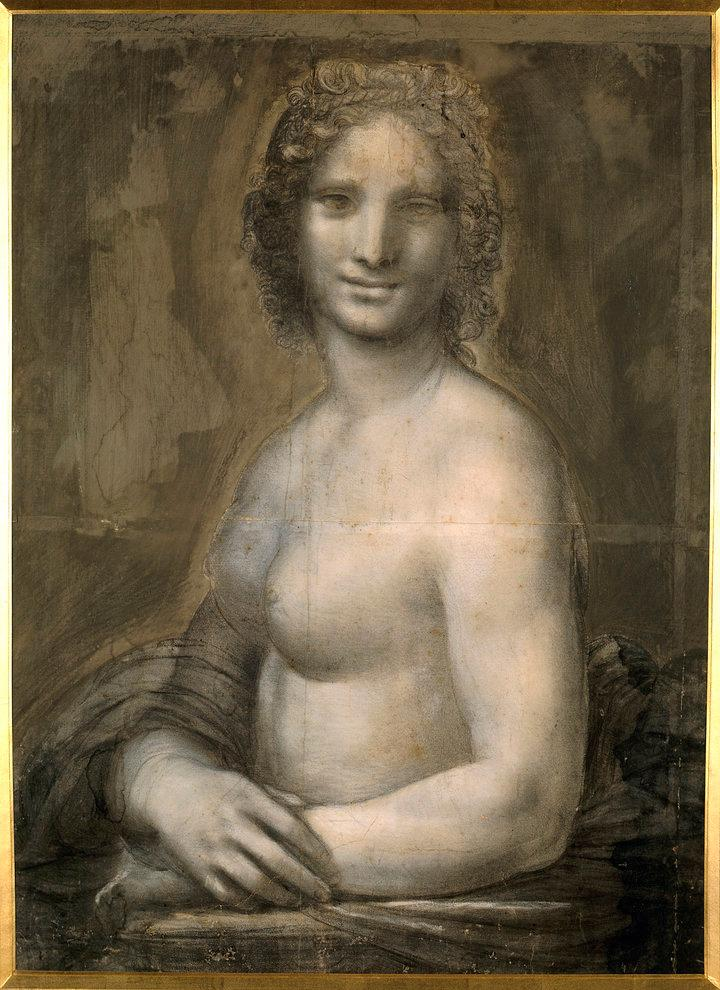
レオナルド派の画家による素描『モナ・ヴァンナ』。コンデ美術館所蔵。

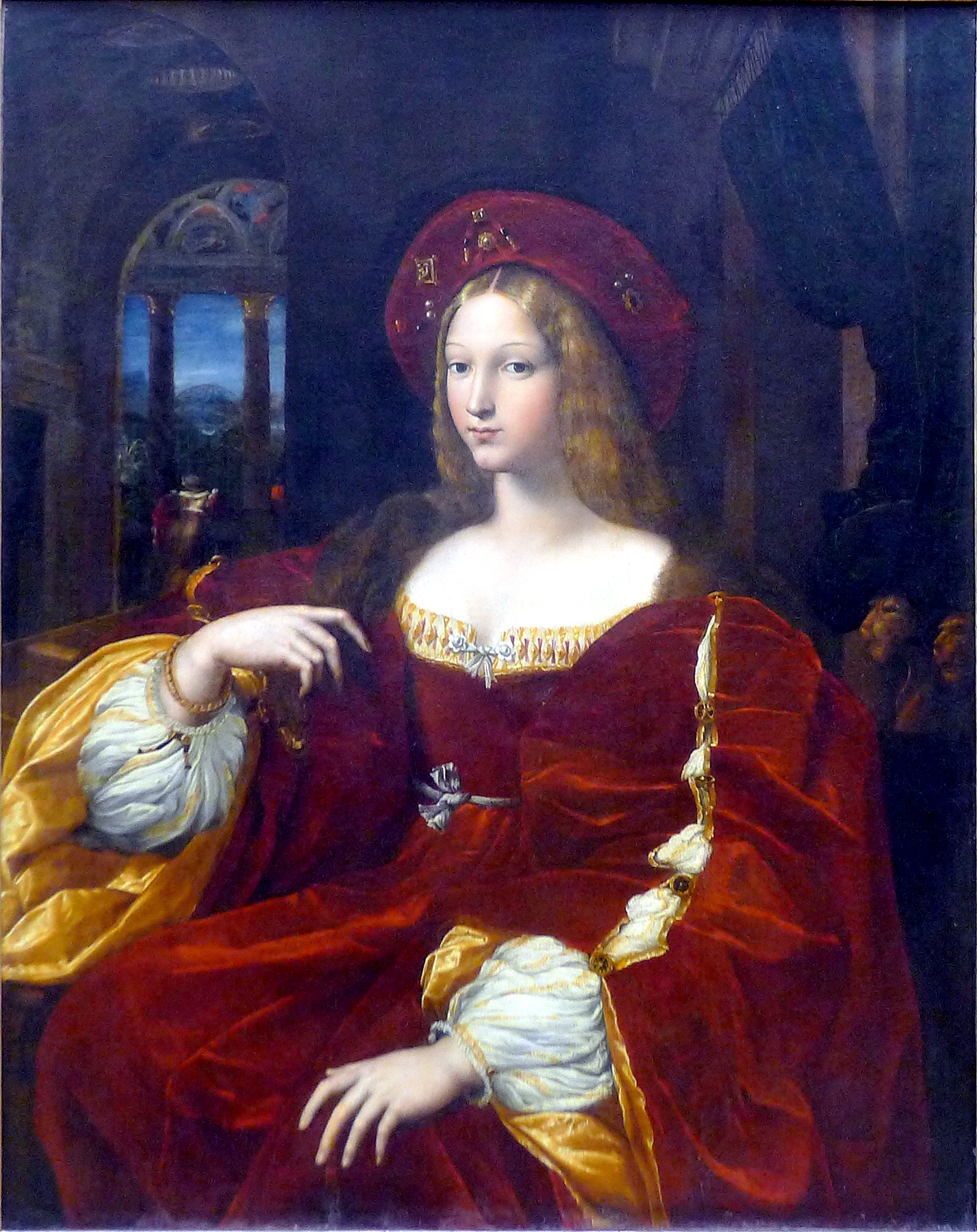
ラファエロ・サンツィオとジュリオ・ロマーノ『ナポリの副女王ドナ・イザベル・デ・レケセンスの肖像』。ルーヴル美術館所蔵。

多くの研究者は、入浴する女性のポーズがレオナルド・ダ・ヴィンチの構図に由来するレオナルド派の画家の『モナ・ヴァンナ』に基づくことを指摘している。半裸で鑑賞者の側を向いたレオナルド派の『モナ・ヴァンナ』は娼婦と愛人の描写の形式とタイプを確立しており、イタリア、フランス、北ヨーロッパで模倣された。本作品と『モナ・ヴァンナ』との関連性は、入浴する女性が娼婦または愛人を表しているという考えを強調している。
美術史家ローン・キャンベルは絵画の女性のポーズに、ビッビエーナ枢機卿からフランソワ1世に贈呈されたラファエロ・サンツィオの『ナポリの副女王ドナ・イザベル・デ・レケセンスの肖像』（Portrait de Dona Isabel de Requesens, vice-reine de Naples）の影響を見ており、おそらくクルーエもこの肖像画を見た可能性がある。
ヴェネツィア派の巨匠ティツィアーノ・ヴェチェッリオの影響についても指摘されている。背景で働いている召使の女のモチーフは、ウフィツィ美術館の『ウルビーノのヴィーナス』（Venere di Urbino）、クルーエの作品における背景のカーテンの使用は同じくプラド美術館の『猟犬を伴う皇帝カール5世』（El emperador Carlos V con un perro）に由来すると考えられている。

### 解釈
本作品は理想化された宮廷恋愛の枠組みの中で、女性（特に娼婦や愛人）の魅力を賞賛するペトラルカ風の口頭および視覚的伝統の一部と見なすことができる。ジュリアン・ブラッドショー（Jillian Bradshaw）とドロシー・M・ジョーンズ（Dorothy M. Jones）によると、画面に描かれている花、果物、さらには浴槽の裏地の白い布にいたるまで、モデルの愛らしさを表わすペトラルカ風の比喩としている。日本の美術史家田中英道は本作品における水浴する女性の図像を女神ヴィーナスと海への暗示であり、フランスにおける人文主義者・哲学者マルシリオ・フィチーノの新プラトン主義的表現としている。ブラッドショーとジョーンズは、本作品と関連してヴィーナスとディアナだけでなく、『旧約聖書』の中で入浴する2人の女性バテシバとスザンナにも言及している。それどころかブラッドショーとジョーンズは入浴する女性と乳母を聖母マリアおよび聖アンナと比較し、授乳をキリスト教の美徳《慈愛》と結びつける。
しかし本作品のすべての要素について、首尾一貫した図像計画を発見することは困難である。いくつかの要素はしばしば複数の解釈あるいは相反する解釈をすることができる。例えば背景の鏡はヴィーナスのアトリビュートであり、ヴァニタスの象徴、自己認識への暗示、または五感の1つとしての視覚の象徴として解釈できる。鏡の下に配置されたユニコーンの図像は純粋さと純潔の象徴であり、愛人の描写としての解釈と調和させることは困難である。同様に浴槽の上の果物、花、ハーブについても異なる解釈や相反する解釈ができる。ボウルに盛られたセイヨウナシ、リンゴ、マルメロ、サクランボ、ブドウは一緒になって、熟成、官能性、味覚の概念を呼び起こすが、そのうちリンゴ、サクランボ、ブドウには宗教的意味を込めることもできる。花は女性の右手のすぐ左にスミレ、さらに左に2輪のムギワラギク、彼女の手の上に白いバラがあり、スミレとバラは複数の解釈ができる。ボウルの左側には、3種のハーブ、ローズマリー、オレガノ、セイヨウネズが見える。セイヨウネズとローズマリーには象徴的意味があるにせよ、これらのハーブはいずれも芳香剤として浴槽の湯に加えられた可能性がある。
女性が持つナデシコにも複数の意味がある。15世紀後半以降の北ヨーロッパでは婚約や結婚の象徴であり、その延長として純粋さ、処女、忠実を暗示した。美術史家ジェームズ・スナイダーは本作品を「花嫁としての愛人」を描写した絵画と考えた。ナデシコはまた、キリストと聖母、キリストの受難に関連していた。美術史家コリン・アイスラーはクルーエが自身の名前の判じ物、または視覚的な駄洒落としてナデシコを用いたことを示唆した。ナデシコはオランダ語で「爪の花」（nagelbloem）と呼ばれ、フランス語で爪を意味する clou は、クルーエの同音異義語である。

## 帰属
研究者の見解はクルーエの帰属で一致している。ほとんど唯一の例外は1904年に美術史家アンリ・ブショーが本作品をカタログ化した際におそらくフランソワ・ケスネルによるものとした。それ以来、クルーエの帰属は疑われていない。

## モデル

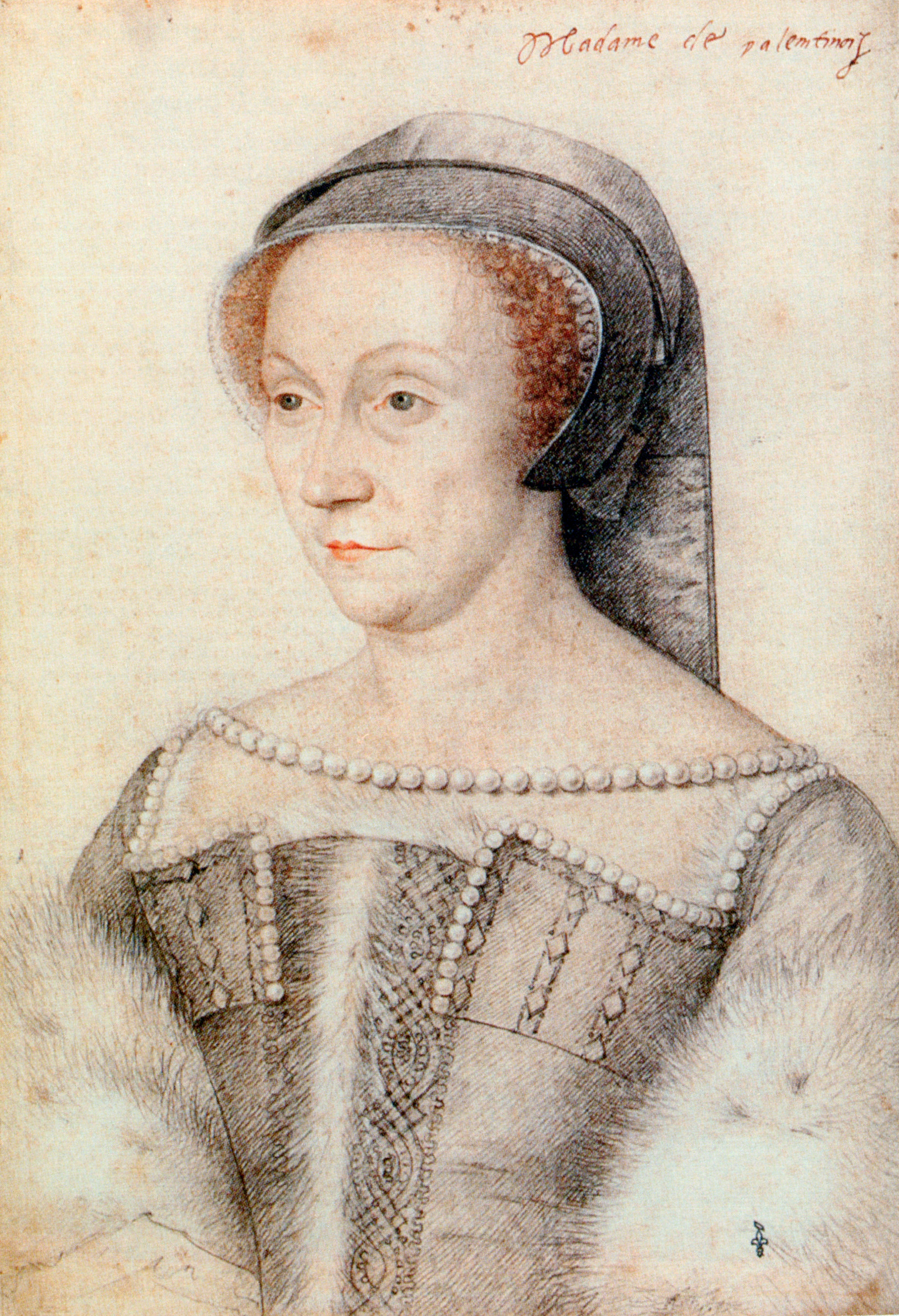
フランソワ・クルーエの工房『ヴァレンティノワ公爵夫人ディアーヌ・ド・ポワチエ』。コンデ美術館所蔵。

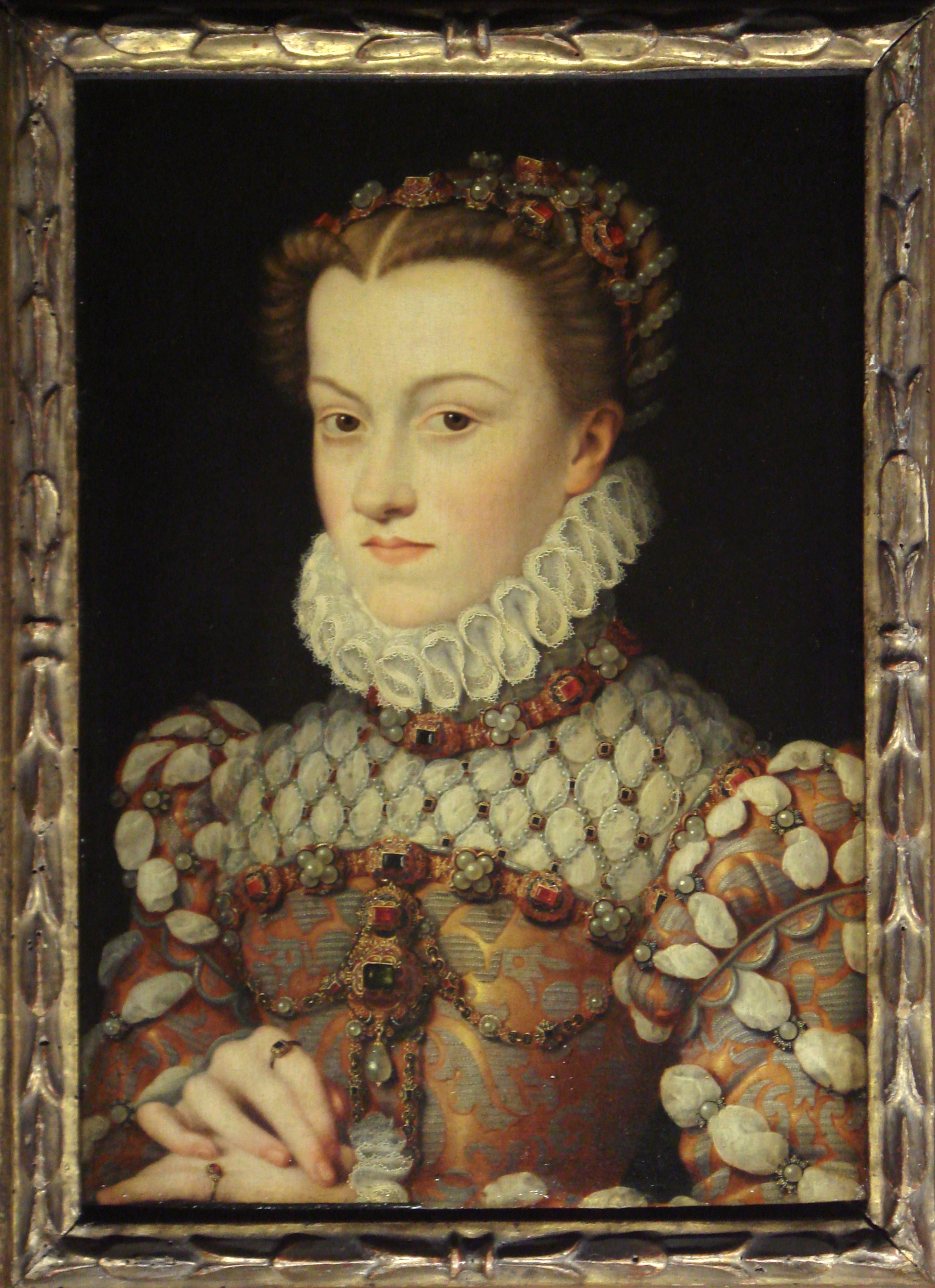
フランソワ・クルーエの肖像画『オーストリアのエリザベートの肖像』。1571年頃。ルーヴル美術館所蔵。

モデルの特定についてはいまだ合意された見解はない。最も有力な説ではアンリ2世の愛妾として有名なヴァレンティノワ公爵夫人ディアーヌ・ド・ポワチエ（1499年–1566年）とされているほか、フランソワ2世の夫でスコットランド女王メアリー・ステュアート（1542年–1587年）、シャルル9世の唯一の愛妾であったマリー・トゥシェ（1549年–1638年）の名前が挙がっている。

### ディアーヌ・ド・ポワチエ説
このうちディアーヌ・ド・ポワチエとする説についてはほぼ否定されている。1866年にジョージ・ギフレは本作品のモデルがディアーヌ・ド・ポワチエであり、2人の子供はアンリ2世との間に生まれた子供たちであることを示唆した。この説は根強く、ナショナル・ギャラリーは疑いの目を向けながらも1999年までディアーヌ・ド・ポワチエとしていた。ディアーヌ・ド・ポワチエ説を取る研究者は本作品の制作年代を1550年代としているが、様式的研究はそれとは大きく異なる結果が出ている。制作年代が確立されているクルーエの他の作品、特にシャルル9世の王妃エリザベート・ドートリッシュ（1554年-1592年）を描いた『オーストリアのエリザベートの肖像』（Élisabeth d'Autriche）との比較から、1571年頃に制作されたと考えられている。特にエリザベートの手のほとんど半透明の肌の色調の立体感表現や、布地や宝石の流れるように細部まで注意を払った描写は、本作品においても同様に見い出すことができる。これに対して1550年代や1560年代のクルーエの絵画は質感の表現が大きく異なるため、これらの絵画と同じ制作年代に置くことは困難である。ディアーヌの名声と影響力の大部分は彼女よりも早い1559年に死去したアンリ2世に由来しており、1566年のディアーヌの死去からさらに数年後に彼女の名声を表す絵画が制作されたとは考えにくい。実際に、アンリ2世の死後に摂政となった王妃カトリーヌ・ド・メディシス（1519年–1589年）は権力を強化すると同時に、かつてのライバルであるディアーヌを権力の中心から締め出している。
シャンティイのコンデ美術館には、クルーエと関係のあるディアーヌ・ド・ポワチエの肖像がいくつか所蔵されているが、これらの肖像画と本作品を比較すると、女性の顔の理想化の度合いが非常に高いことが分かる。また美術評論家アルベール・ポム・ド・ミリモンド（Albert Pomme de Mirimonde）は、入浴している女性がディアーヌ・ド・ポワチエの通常のシンボルである、女神ディアナの三日月などの表現を用いて描かれていないことを指摘している。

### メアリー・ステュアート説

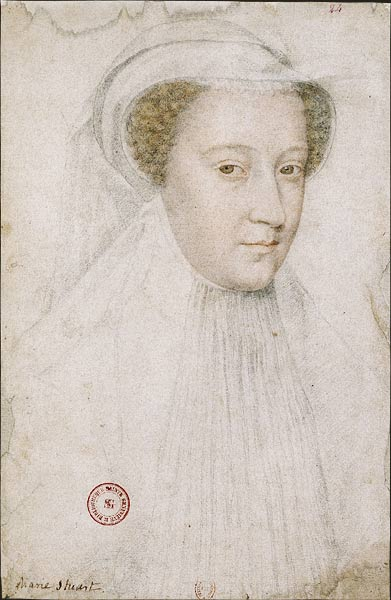
フランソワ・クルーエの素描『スコットランドの女王メアリー』。1560年頃。フランス国立図書館所蔵。

メアリー・スチュアートは1548年から1561年8月中旬までフランスに滞在し、1560年12月5日に夫のフランソワ2世が死去すると、翌年スコットランドに帰国した。ロジャー・トリンケ（Roger Trinquet）とジャン・エールマン（Jean Ehrmann）は本作品を1570年から1571年の制作とし、モデルをメアリー・スチュアートであるとした。パリのフランス国立図書館には、女王メアリーを描いたクルーエの2枚の素描が所蔵されており、そのうちの1枚は1555年頃のもので、2枚目は1559年から1561年の間に白い喪服を着たメアリーを描いている。またマサチューセッツ州ケンブリッジのフォッグ美術館にはクルーエによる喪服を着たメアリーの素描が所蔵されている。入浴している女性の顔は非常に理想化されているが、卵型の顔とわずかに突き出たあごは、未亡人としてのメアリー・スチュアートの素描の顔と比較できる可能性がある。
また絵画のいくつかの要素はメアリー・スチュアートと関連づけることができる。例えば乳児をくるんでいる産着は交差する黒い帯で留められているが、この帯は聖アンデレ十字と見ることができ、古くから聖アンデレ十字を国旗としているスコットランドについての言及と解釈できる。ブドウに手を伸ばす子供はメアリーの息子ジェームズ1世と関係があり、その仕草はスコットランドの王位継承の願望を象徴している。背景のユニコーンは1567年に殺害されたメアリーの2番目の夫ダーンリー卿ヘンリー・ステュアートに対する言及として解釈される。さらにユニコーンと女性が持っているナデシコは純潔と貞節の象徴であり、美徳を欠いたメアリーに対する風刺として解釈できるという。

### マリー・トゥシェ説
モデルをマリー・トゥシェとする説は美術史家ルイ・ディミエによって最初に提唱され、アイリーン・アドラー（Irene Adler）によって強く支持された。その後も何人かの研究者がマリー・トゥシェ説を受け入れている。しかしマリー・トゥシェの確実視される肖像画はなく、この女性を描いたと推定されているフランス国立図書館所蔵の素描は本作品と類似していない。

## 来歴
絵画の来歴は多くが不明である。最初に記録されたのは第6代準男爵リチャード・フレデリック卿（Sir Richard Frederick, 6th Baronet, 1780年-1873年）のコレクションとしてであり、彼の死去の翌年の1874年2月7日にクリスティーズで売却された。購入者はおそらく画家・美術コレクターのジョン・チャールズ・ロビンソン卿の代理人を務めていた Thibeaudeau であり、さらに同年に初代モンセラーテ子爵・初代準男爵フランシス・クックによって購入された。その後、絵画は長年にわたって彼の一族に相続され、一族が所有するリッチモンドのダウティ・ハウスに所蔵された。第4代準男爵フランシス・フェルディナンド・モーリス・クックのとき、1954年に美術商マーガレット・H・ドレイ（Margaret H. Drey）に売却されると、翌年、絵画はニューヨークのサミュエル・H・クレス財団（Samuel H. Kress Foundation）によって購入され、1961年にナショナル・ギャラリーに寄贈された。

## ヴァリアント
工房の複製と思われるヴァリアントがマドリードのプラド美術館に所蔵されている。

## ギャラリー

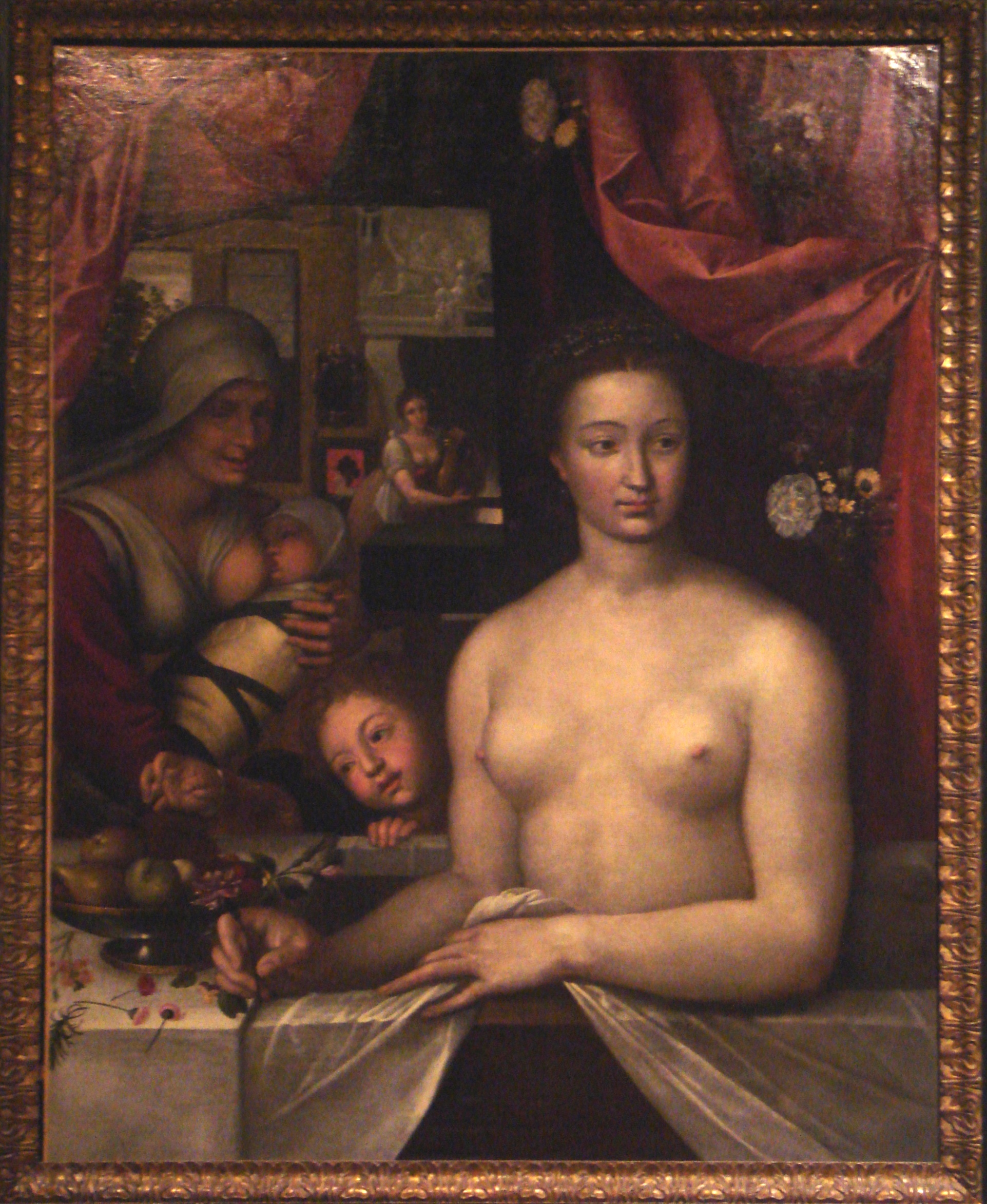
クルーエ後の複製 1571年頃 パリ装飾美術館（英語版）所蔵
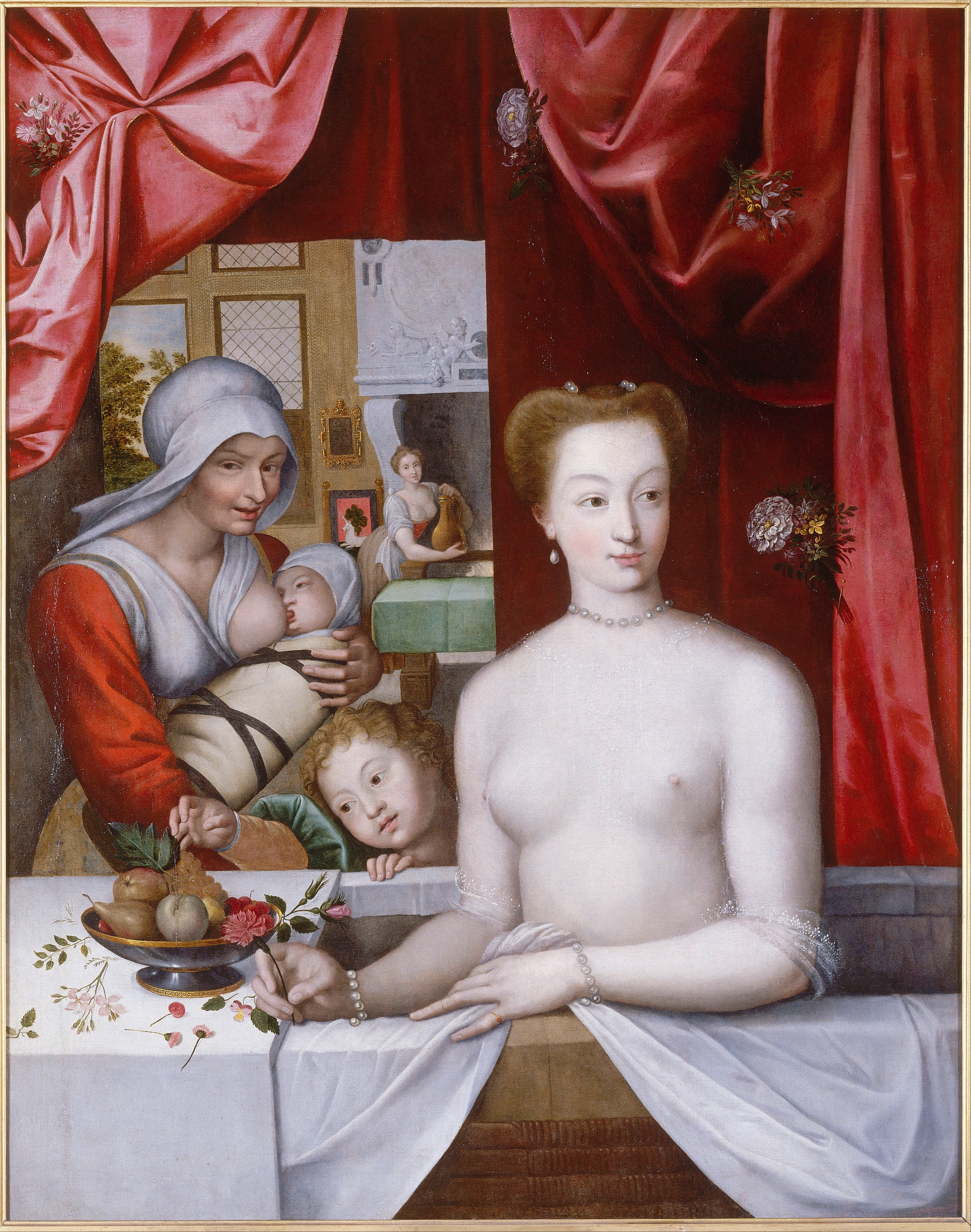
クルーエ後の複製 1598年から1599年まで コンデ美術館所蔵